# Respiro (raccolta di racconti)
Respiro (Exhalation) è una raccolta di racconti di fantascienza dello scrittore statunitense Ted Chiang, pubblicato nel 2019.

## Storia editoriale
L'antologia comprende racconti e romanzi brevi già pubblicati precedentemente; la raccolta ha vinto nel 2020 il Premio Locus per la migliore antologia.

## Racconti

### Il mercante e il portale dell'alchimista
Il titolo originale di questo racconto è The Merchant and the Alchemist's Gate ed è stato pubblicato per la prima volta nel 2007 sulla rivista Fantasy & Science Fiction. In Italia è stato pubblicato per la prima volta nel 2008 nel numero 55 della rivista Robot. L'Autore ha avuto l'ispirazione per la storia dopo aver assistito a una conferenza del fisico Kip Thorne nella quale spiegava come fosse ipoteticamente possibile realizzare una macchina del tempo che funzionasse senza infrangere la teoria della relatività. Lo scienziato affermava, sulla base di dimostrazioni matematiche, che con tale dispositivo non si potesse modificare né il passato, né il futuro e che con esso fosse possibile percorrere solo una linea temporale. Chiang ha sviluppato il racconto utilizzando lo stesso tratto narrativo de Le mille e una notte.
L'opera ha vinto il Premio Hugo per il miglior racconto e il Premio Nebula per il miglior racconto, entrambi assegnati nel 2008, e il Premio Seiun per la migliore opera breve tradotta in giapponese nel 2009.
Trama
Fuwaad ibn Abbas è un commerciante di tessuti nell'antica Baghdad; al mercato della città scopre un nuovo negozio e, incuriosito dagli ingegnosi oggetti esposti, fa la conoscenza del proprietario, un alchimista inventore, che lo accoglie nel laboratorio sul retro. Qui è custodito un portale che permette a chi lo attraversi in un senso o nell'altro, di spostarsi nel futuro o nel passato. Il proprietario del negozio gli racconta tre storie di persone che hanno attraversato il portale incontrando sé stessi in un tempo diverso. Nel primo racconto, il cordaio Hassan scopre dove trovare un tesoro sepolto che lo renderà ricco. Nel secondo racconto, un uomo di nome Ajib ruba denaro al suo sé futuro, con effetti disastrosi. Nel terzo racconto, la moglie di Hassan, Raniya, viaggia avanti e indietro nel tempo per proteggere suo marito e insegnargli come essere un buon amante. Quando Fuwaad scopre che il negoziante ha un altro portale al Cairo che gli consentirebbe di viaggiare molti anni nel passato per scongiurare la morte della moglie, intraprende il viaggio. Fuwaad non riesce nell'intento, scoprendo che il futuro e il passato sono già scritti ed immutabili, ma riesce comunque a ricevere un messaggio lasciatogli dalla moglie poco prima di morire che dichiara al marito tutto il suo amore.

### Respiro
Il titolo originale di questo racconto breve è Exhalation ed è stato pubblicato per la prima volta nel 2008 nella raccolta Eclipse Two. In Italia è stato pubblicato per la prima volta nel 2009, con il suo titolo originale in lingua inglese, nel numero 58 della rivista Robot. A ispirare a Chiang la storia sono stati il racconto di Philip K. Dick intitolato La formica elettrica nel quale il protagonista scopre di essere un androide e il saggio La mente nuova dell'imperatore del matematico Roger Penrose nel quale, in uno dei suoi capitoli, viene trattato il teama dell'entropia.
L'opera ha vinto, nel 2009, il Premio Hugo per il miglior racconto breve, il Premio Locus per il miglior racconto breve e il British Science Fiction Association Award for Best Short Fiction e nel 2021 il Premio Ignotus per il miglior racconto straniero pubblicato in Spagna.
Trama
La storia è una memoria scritta da uno scienziato appartenente a una razza di esseri meccanici alimentati da polmoni intercambiabili riempiti con l'aria proveniente dal sottosuolo. Quando lo scienziato si rende conto che alcuni precisissimi orologi iniziano a funzionare più velocemente del normale, intuisce che il problema non risieda nel loro malfunzionamento ma nel fatto che il cervello delle persone stia elaborando più lentamente. Poiché la fisiologia della razza non è mai stata studiata a fondo, lo scienziato seziona il proprio cervello e scopre che funziona in base al flusso dell'aria che, soffiando attraverso minuscoli tubi, solleva microscopiche foglie d'oro che funzionano da interruttori. Lo scienziato ipotizza che il rallentamento dei pensieri sia dovuto a una variazione della pressione atmosferica conseguente al progressivo esaurimento della riserva sotterranea di aria.

### Cosa ci si aspetta da noi
Il titolo originale di questo racconto breve è What's Expected of Us ed è stato pubblicato per la prima volta nel 2005 sulla rivista Nature In Italia è stato pubblicato per la prima volta nell'aprile 2009 sull'antologia Anglostorie della collana Alia. L'arcipelago del fantastico.
Trama
L'uso di un piccolo dispositivo, simile a un telecomando, chiamato l'"Oracolo", inizia a diffondersi tra la gente. Consiste in un pulsante e una lampadina di colore verde. Quando si preme il pulsante, lo schermo lampeggia. Tuttavia, il lampeggio inizia esattamente un secondo prima che il pulsante venga premuto, prevedendo, di fatto, l'azione dell'utilizzatore. Milioni di questi dispositivi sono stati venduti. L'Oracolo è la prova che non esiste il libero arbitrio e che il futuro è immutabile. La scoperta impatta sui milioni di utilizzatori dell'Oracolo che perdono interesse alla vita, diventando letargici.

### Il ciclo di vita degli oggetti-software
Il titolo originale di questo romanzo breve è The Lifecycle of Software Objects ed è stato pubblicato per la prima volta nel 2010. L'opera si è aggiudicata nel 2011 il Premio Hugo per il miglior romanzo breve e il Premio Locus per la stessa categoria; nel 2012 ha vinto il Premio Italia e il Premio Seiun.
Questa è la prima opera di più ampio respiro edita da Ted Chiang che, prima di essa, aveva pubblicato solo racconti, seppure di successo. L'intenzione di Chiang era quella di esplorare lo sviluppo di un'intelligenza artificiale e in particolare il processo di apprendimento e di crescita che porta un semplice software a diventare qualcosa di diverso: un essere dotato di autocoscienza. Intorno a questi temi, secondo l'autore spesso trascurati dalla fantascienza, si dipana la storia del romanzo.
Trama
L'azienda Blu Gamma ha realizzato delle intelligenze artificiali (IA), i cosiddetti "digienti", messi in vendita a scopo ludico per essere allevati nel mondo virtuale chiamato Data Earth. Ciascun digiente è diverso dagli altri e si sviluppa differentemente grazie a un "motore genomico" informatico. I digienti sono un successo commerciale e attorno a loro si sviluppa un indotto per la fornitura di cibo virtuale e servizi. Le IA, grazie all'educazione impartitagli dai proprietari, si evolvono acquisendo intelligenza pari a quelle di adolescenti. Altre aziende sviluppano dei software basati su motori genomici differenti. Delle apposite periferiche vengono realizzate per permettere ai digienti di poter interagire nel mondo reale. Con il passare degli anni, la moda dei digienti passa e l'aggiornamento del loro software abbandonato. La chiusura di alcuni mondi virtuali a favore di nuove piattaforme, isola alcuni modelli di digienti, il cui obsoleto motore genomico è incompatibile con i nuovi mondi. I pochi proprietari, ancora affezionati ai propri digienti, si adoperano per trovare fondi per sovvenzionare l'upgrade. L'empatia e l'intelligenza raggiunta dai digienti accende l'interesse di un'azienda che li vorrebbe duplicare per utilizzarli come partner sessuali dopo averne potenziato i caratteri empatici e aggiornato il motore genomico per la compatibilità ai nuovi mondi virtuali. La scelta se accettare o meno l'offerta, assolutamente volontaria, solleva molti dubbi di carattere etico nei proprietari ma sarebbe l'unica possibilità per liberare i digienti dal loro isolamento. Sono gli stessi digienti a convincere i loro proprietari della bontà della soluzione; le IA sono oramai "adulte" e pronte a emanciparsi, anche legalmente.

### Il brevetto della Tata Automatica di Dacey
Il titolo originale di questo racconto breve è Dacey's Patent Automatic Nanny; è stato pubblicato per la prima volta nel 2011 nel volume The Thackery T. Labmbshead Cabinet of Curiosities: il curatore dell'antologia, Jeff VanderMeer, voleva raccogliere dei racconti, realizzati appositamente da vari autori, che si ispirassero alle illustrazioni, realizzate per l'occasione, da altrettanti artisti. L'illustratore Greg Broadmore ha proposto a Chiang il disegno di una balia robotica. Lo scrittore ha realizzato il racconto traendo ispirazione dalla leggenda metropolitana che vorrebbe lo psicologo Burrhus Skinner aver inventato una culla automatizzata per la figlia; l'utilizzo di tale marchingegno avrebbe influito negativamente sulla psiche della bambina portandola, da grande, al suicidio. La leggenda è falsa e la figlia di Skinner divenne adulta senza nessun trauma infantile irrisolto.
Trama
Reginald Dacey dopo essere stato testimone dell'incapacità di alcune bambinaie, sperimenta una tata meccanica, che ritiene molto più efficiente di una dipendente umana. All'inizio l'invenzione ha successo e molte famiglie acquistano gli automi; tuttavia, quando il malfunzionamento di un modello causa la morte di neonato, le "tate automatiche di Dacey" rimangono invendute. Il figlio di Reginald, anni dopo, tenta di dimostrare che l'invenzione del padre era sicura e la sperimenta per allevare suo figlio. Il piccolo sin dalla nascita ha avuto rapporti solo con la tata automatica ed è incapace di interagire le persone e con il padre.

### La verità del fatto, la verità della sensazione
Il titolo originale di questo racconto è The Truth of Fact, the Truth of Feeling ed è stato pubblicato per la prima volta nel 2013 sulla rivista Subterranean Online. Parte del racconto è stato ispirato all'Autore dalla lettura del saggio di Walter Ong intitolato Oralità e scrittura.
Trama
Un giornalista ha ricevuto l'incarico di scrivere un articolo sulla nuova tecnologia, chiamata "Remem" che permette di ritrovare ogni spezzone di video registrato nel corso della vita da un soggetto, e di proiettarlo a richiesta in un angolo del proprio campo visivo. Il giornalista teme che il Remem, andandosi a sostituire alla memoria episodica degli utilizzatori, abbia impatto negativo sulla loro essenza. L'uomo decide di testare la tecnologia su sé stesso, rendendosi conto di come la fallacia dei suoi ricordi abbia influito negativamente sulla relazione con la figlia, con la quale ha avuto un rapporto conflittuale da poco risolto. Contemporaneamente viene narrata la vicenda avvenuta in una remota regione della Nigeria; la popolazione Tiv viene in contatto per la prima volta con gli Europei e con la scrittura, che man mano va a sostituirsi alla memoria semantica collettiva con impatto sulle loro abitudini. I tiv erano tradizionalmente usi a gestire due diverse categorie di "realta": la verità precisa (vough) e la verità mediata dalla giustizia (mimi).
I due stravolgimenti sociologici causati dalle due tecnologie sulle diverse società vengono messi a confronto, rappresentando un espediente narrativo per riflettere sui ricordi e sulla differenza tra la "verità" e "realtà", così come la memoria li registra.

### Il grande silenzio
Il titolo originale di questo racconto breve è The Great Silence ed è stato pubblicato per la prima volta nel 2015 sulla rivista e-flux con la collaborazione degli artisti visuali Allora & Calzadilla. Nel 2011 Chiang aveva conosciuto durante una conferenza Jennifer Allora, componente della coppia artistica con Guillermo Calzadilla. Nel 2014 Allora ha contattato Chiang proponendogli la collaborazione per realizzare una videoinstallazione che coniugasse filmati ripresi dal radiotelescopio di Arecibo, immagini di pappagalli di Portorico, in via di estinzione, e testi a commento. Chiang ha accettato e l'installazione è stata presentata al Fabric Workshop and Museum di Philadelfia. Nel 2015 il testo di Chiang è stato ripubblicato sulla rivista e-flux.
Trama
L'Uomo, dal radiotelescopio di Arecibo, invia nello spazio un messaggio diretto a specie senzienti aliene, nella speranza di un contatto con esse. Dei pappagalli nella foresta vicina, riflettono che l'Uomo si affanna alla ricerca di un contatto con razze non umane con cui comunicare senza rendersi conto che loro, i pappagalli, sono esattamente ciò che l'umanità sta cercando.

### Omphalos
Il racconto è è stato pubblicato per la prima volta in questa raccolta del 2019 (Exhalation) e il suo titolo, Omphalos, rimanda all'ipotesi dell'Omphalos.
L'opera ha vinto, nel 2020 il Premio Locus per il miglior racconto lungo.
Trama
In una Terra alternativa, ricerche archeologiche hanno riportato alla luce conchiglie e tronchi privi di anelli e strie di accrescimento, tutte prove inconfutabili del creazionismo. Altri reperti, quali mummie senza ombelico e teschi umani privi di suture provano che il primo nucleo di esseri umani è stato creato già adulto da Dio. Analisi su tali resti "originari" hanno determinato che la Terra è stata creata circa 9000 anni prima.
L'archeologa e divulgatrice scientifica Dorothea Morrel, durante una visita in un museo, ha il sospetto che si stia svolgendo un commercio illegale di antiche conchiglie "originarie". Indagini la portano a sospettare del dottor Nathan McCullough, rettore dell'Università californiana. L'archeologa prepara un piano per incastrare il colpevole che si rivela invece essere la giovane figlia del professore, Wilhelmina McCullough. La ragazza, messa alle strette, confessa di aver organizzato la vendita dei reperti per diffondere ulteriormente le prove del creazionismo, poiché recenti scoperte scientifiche, cui il padre era venuto a conoscere in anteprima, avrebbero inferto un grave colpo alle teorie sull'intervento di Dio nella creazione del Mondo: un astronomo ha le prove che il Sole non è immobile, come invece creduto. Tale scoperta proverebbe che la Terra e l'Uomo non sono al centro della creazione e che l'umanità non fa parte di alcun piano divino. Dorothea, fervente religiosa, è scioccata dalla rivelazione e abbandona il suo lavoro ritenendo che la vita, non facendo parte di un più ampio progetto, sia priva di significato. Tuttavia, una più ampia riflessione su Dio e sullo scopo della vita, danno nuovo entusiasmo all'archeologa che riprende il suo lavoro.

### L'angoscia è la vertigine della libertà
Il titolo originale di questo romanzo breve è Anxiety Is the Dizziness of Freedom ed è stato pubblicato per la prima volta in questa raccolta del 2019 (Exhalation). Il titolo è una citazione del filosofo Søren Kierkegaard.
Trama
Nel prossimo futuro, la meccanica quantistica ha scoperto l'esistenza delle realtà parallele, creando linee temporali divergenti e consentendo la comunicazione tra di loro. Il vecchio sogno di conoscere il proprio destino, qualora nella vita si fossero fatte scelte diverse, diventa realtà. La possibilità di accedere a linee temporali alternative e comunicare con i propri doppelgänger, provoca crisi esistenziali in molti che percepiscono il libero arbitrio privo di valore, poiché un'azione scelta in una linea temporale, viene controbilanciata una scelta opposta in una realtà alternativa. La storia narra i dilemmi etici vissuti da due donne a seguito dell'utilizzo del dispositivo: Nat, che lavora in un negozio che vende dispositivi quantistici, e Dana, una psicologa che cura la dipendenza delle persone da questa nuova tecnologia.

## Edizioni
- (EN) Ted Chiang, Exhalation, 1ª ed., Alfred A. Knopf, 2019, ISBN 978-1101947883.
- Ted Chiang, Respiro, traduzione di Christian Pastore, Milano, Frassinelli, 2019, ISBN 9788893420563.
- (NL) Ted Chiang, Wat er van ons wordt verwacht, traduzione di Arie Storm, Amsterdam, Volt, 2019, ISBN 978-90-214-1769-1.
- (RO) Ted Chiang, Exalare, traduzione di Mihai-Dan Pavelescu e Alina Sârbu, Armada, Bucarest, Editura Nemira, 2020, ISBN 978-606-43-0708-8.